# Список заслуженных мастеров спорта России по фристайлу
Звание «заслуженный мастер спорта России» учреждено в 1992 году.
Положение о звании (и ныне действующее, и прежние) автоматически гарантирует присвоение звания за призовое место на зимних Олимпийских играх или победу на чемпионате мира в олимпийской дисциплине; в остальных случаях звание может быть присвоено по сумме достижений. Однако лидеры сборной России по фристайлу начала 1990-х годов уже были заслуженными мастерами спорта СССР, и звание ЗМС России им присвоено не было:
- Шуплецов, Сергей Борисович (1970—1995) — ЗМС СССР (1991) — чемпион мира 1993 в комбинации, серебряный призёр ЗОИ 1994, бронзовый призёр ЧМ 1995 в могуле, обладатель КМ 1994 в общем зачёте, 1995 в могуле.
- Кожевникова, Елизавета Александровна (1973) — ЗМС СССР (1992) — бронзовый призёр ЗОИ 1994 в могуле.

## Список
В списке у каждого ЗМС указываются:

 год рождения (или годы жизни);

 место жительства (субъект федерации) на момент присвоения звания;

 основные достижения на международной арене на момент присвоения звания. 

### 2003
- Архипов, Дмитрий Николаевич (1981) — чемпион и обладатель КМ 2003 в акробатике, обладатель КМ в общем зачёте.

### 2006

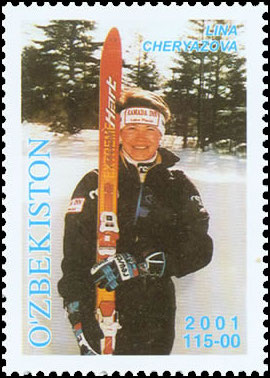
Лина Черязова
на почтовой марке Узбекистана (2001)

За успехи на зимних Олимпийских играх 2006 года звание присвоено:
- Лебедев, Владимир Николаевич (1984) — бронзовый призёр ЗОИ в акробатике.

… ноября
- Черязова, Лина Анатольевна (1968—2019; Новосибирская обл.) — олимпийская чемпионка 1994, чемпионка мира 1993 в акробатике (выступала за Узбекистан).

В 1999 году Лина Черязова переехала в Россию, на родину своей матери в Новосибирск. Из-за последствий травмы она не смогла полноценно работать (вела занятия физкультурой в детском саду) и оказалась на грани нищеты. Звание было присвоено по ходатайству Александра Карелина; оно дало Черязовой право на получение ежемесячной стипендии Президента России в 15 тыс. рублей, для получения которой необходимо было не только быть олимпийским чемпионом, но иметь звания мастера спорта международного класса и заслуженного мастера спорта СССР или России (мастером спорта СССР международного класса она уже была). В Узбекистане Черязова также была удостоена высших спортивных званий — «Узбекистон ифтихори» и «Заслуженный спортсмен Республики Узбекистан».

### 2014
11 февраля
За успехи на зимних Олимпийских играх 2014 года звание присвоено:
- Смышляев, Александр Александрович (1987; Пермский край) — бронзовый призёр ЗОИ 2014 в могуле.

### 2018
За успехи на зимних Олимпийских играх 2018 года звание присвоено:
20 февраля
- Буров Илья Алексеевич (1991; Московская обл.) — бронзовый призёр ЗОИ 2018 в акробатике.

21 февраля
- Ридзик, Сергей Сергеевич (1992; Москва) — бронзовый призёр ЗОИ 2018 в ски-кроссе.

### 2019
4 декабря
- Буров, Максим Алексеевич (1998; Ярославская обл.) — чемпион мира 2019, обладатель Кубка мира 2018 в акробатике, бронзовый призёр ЧМ 2019 в командных соревнованиях по акробатике.
- Никитина, Любовь Игоревна (1998; Ярославская обл.) — серебряный призёр ЧМ 2019 в акробатике, бронзовый призёр в командных соревнованиях по акробатике[прим 1].

### 2020
12 ноября
- Демидова, Валерия Владимировна (2000; Москва) — обладательница КМ 2020 в хафпайпе — первая россиянка, добившейся успеха в лыжных аналогах «мягких» дисциплин сноуборда.

### 2021
17 декабря
- Таталина, Анастасия Викторовна (2000; Москва) — чемпионка мира 2021 в биг-эйре.

### 2022
8 февраля
- Кротов, Павел Вадимович (1992—2023; Ярославская обл.) — чемпион мира 2021 в командных соревнованиях по акробатике, серебряный призёр КМ 2020, бронзовый призёр ЧМ 2021 в акробатике.

9 февраля
За успехи на зимних Олимпийских играх 2022 года звание присвоено:
- Смирнова, Анастасия Андреевна (2002; Московская обл.) — бронзовый призёр ЗОИ 2022 в могуле; 
 также: чемпионка мира 2021 в параллельном могуле, бронзовый призёр в могуле.